# Pyrgomantis pallida
Pyrgomantis pallida es una especie de mantis de la familia Tarachodidae.

## Distribución geográfica
Se encuentra en Burkina Faso, Ghana, Guinea, Camerún, Congo, Nigeria y Togo.